# FF Водолея
FF Водолея (лат. FF Aquarii) — двойная затменная переменная звезда типа Алголя (EA) в созвездии Водолея на расстоянии приблизительно 692 световых лет (около 212 парсеков) от Солнца. Видимая звёздная величина звезды — от +11,47m до +10,08m. Орбитальный период — около 9,2078 суток.

## Характеристики
Первый компонент — жёлтый гигант, эруптивная переменная звезда типа RS Гончих Псов (RS) спектрального класса G8III. Эффективная температура — около 4937 К.
Второй компонент — белый карлик спектрального класса sdOB. Эффективная температура — около 39811 К.